# Nebria tschatkalica
Nebria tschatkalica is een keversoort uit de familie van de loopkevers (Carabidae). De wetenschappelijke naam van de soort is voor het eerst geldig gepubliceerd in 2001 door Kabak & Shilenkov.